# Alone in My Room
Singles de Ami Suzuki
Love the Island
(1998) All Night Long
(1998)
Alone in My Room, écrit alone in my room, est le 2e single de Ami Suzuki.

## Présentation
Le single sort le 17 septembre 1998 au Japon sous le label True Kiss Disc de Sony Music Japan, coécrit et produit par Tetsuya Komuro. Il atteint la 3e place du classement de l'Oricon. Il se vend à 98 130 exemplaires la première semaine, et reste classé pendant 21 semaines, pour un total de 353 000 exemplaires vendus durant cette période. Il sort au format standard de 12 cm, comme les suivants ; le premier single de la chanteuse était sorti au format "mini-CD" de 8 cm qui était alors la norme.
La chanson-titre a été utilisée comme thème d'ouverture de l'émission télévisée Asayan, dans le cadre de laquelle Ami Suzuki avait été sélectionnée par Komuro l'année précédente. Comme celle du single précédent, elle a été aussi utilisée comme thème musical pour une campagne publicitaire gouvernementale pour promouvoir le tourisme sur l'île de Guam. Komuro en a écrit les paroles avec Marc Panther, son compère du groupe globe. Elle figurera sur le premier album de la chanteuse, SA qui sortira l'année suivante, puis sur sa compilation FUN for FAN de 2001.
La chanson en "face B" est une version remixée de la chanson-titre de son premier single, Love the Island. Le single contient un troisième titre, une version remixée de la chanson-titre, en plus de la version instrumentale.

## Liste des titres
Toutes les paroles sont écrites par Tetsuya Komuro & MARC, toute la musique est composée par Tetsuya Komuro.
| 1. | alone in my room                | 5:02 |
| 2. | Love the island (TK ragga mix)  | 5:21 |
| 3. | alone in my room (club TK mix)  | 5:17 |
| 4. | alone in my room (instrumental) | 5:01 |